# Mary Brunner
Mary Theresa Brunner (Eau Claire, Estados Unidos, 17 de diciembre de 1943) es una criminal estadounidense, conocida por ser miembro de la familia Manson bajo el pseudónimo de Mother Mary. Brunner estuvo presente en el asesinato de Gary Allen Hinman en julio de 1969, un músico de California y UCLA Ph.D. candidato en sociología, aunque ella no tuvo una participación directa en el crimen. Posteriormente fue arrestada por numerosos delitos, incluido robo de tarjetas de crédito y robo a mano armada, y cumplió una pena de prisión en la Institución de Mujeres de California.

## Conociendo a Charles Manson
Nacida y criada en Eau Claire, Wisconsin, hija del matrimonio formado por George y Elsie Brunner, se mudó a California al graduarse de la Universidad de Wisconsin-Madison en 1965 y tomó un trabajo como asistente de biblioteca en la UC Berkeley. A finales de abril de 1967 conoció al delincuente de 33 años de edad Charles Manson que había sido liberado de la prisión de Terminal Island varias semanas antes, después de cumplir una condena de siete años por proxenetismo y cobro de cheques falsos. Aspirando a ser músico, lo encontró tocando la guitarra en la calle y dejó que Manson se quedara en su apartamento y, después de un período de semanas, los dos se convirtieron en amantes. Brunner fue la primera persona que Manson reclutó en su familia. Renunció a su trabajo y los dos comenzaron a vagar por California en una camioneta junto con otras mujeres jóvenes captadas por Manson. 
Después de llegar a Venice Beach, Brunner y Manson conocieron a Lynette Fromme, de 18 años, y los tres comenzaron a vivir juntos en una casa alquilada en 636 Cole Street en San Francisco. En el transcurso de los siguientes dos años, la Familia se amplió hasta incluir entre 20 y 30 personas que vivían en comuna; algunas, como Brunner y Fromme, se convirtieron en fervientes seguidoras del mesiánico Manson, mientras que otras entraban y salían del grupo, y aún más se quedaban un tiempo y luego se iban.
Durante el verano de 1967, Brunner quedó embarazada de Manson. El 15 de abril de 1968 dio a luz un hijo al que llamaron Valentine Michael, apodado "Pooh Bear" (Valentine Michael Smith es el nombre del protagonista de la novela de Robert Heinlein Forastero en una tierra extraña (1961) en una casa abandonada en Topanga Canyon asistida en el parto por varias de las mujeres jóvenes de la Familia. Brunner (como la mayoría de los miembros del grupo) adquirió varios alias y apodos, entre ellos: "Marioche", "Och", "Madre María", "Mary Manson", "Linda Dee Manson" y "Christine Marie Euchts". 
Después de viajar a lo largo de la costa de California y realizar excursiones a Washington, Oregón y Nevada, el número cada vez mayor de mujeres y hombres jóvenes finalmente se establecieron en Spahn Ranch, un rancho donde ocasionalmente se rodaban películas operado por George Spahn, cerca del suburbio de Chatsworth en Los Ángeles. Manson aparentemente basó su comuna en principios de libertad y amor, pero en realidad ejercía un control dictatorial. Además de tener relaciones sexuales con Spahn y otros, las seguidoras eran enviadas a la ciudad en actividades delictivas como robo y fraude y a buscar comida en los contenedores junto a restaurantes. Manson también tenía armas de fuego ilegales y fue anfitrión de una pandilla de motociclistas.

## Arresto anticipado
El 21 de abril de 1968, Brunner y los miembros de la familia Manson, Susan Atkins, Ella Jo Bailey, Dianne Elizabeth Lake, Nancy Laura Pitman, Bruce Vann Hall, Marcus John Arneson y Suzanne Scott fueron arrestados cerca de Little Sycamore Canyon, en el sur del Condado de Ventura, California. Fueron encontrados desparramados desnudos alrededor de una fogata al lado de un autobús de 1952 "atascado en una zanja", que había sido denunciado como robado en San Francisco el 12 de abril. Manson fue puesto bajo custodia bajo sospecha de robo de un vehículo a motor y posesión de dos licencias de conducir. Valentine, con solo una semana de vida, fue encontrado mal abrigado en el interior del vehículo y los servicios sociales se lo llevaron. Brunner recuperó luego al bebé tras afirmar a las autoridades que regresaría con él a Wisconsin con sus padres.

## Asesinato de Hinman
El 25 de julio de 1969, uno de los miembros del grupo, Bobby Beausoleil, de 21 años, músico y aspirante a actor, dejó el rancho junto con Brunner y Atkins, para ir a visitar a un conocido de la Familia, el músico y profesor Gary Allen Hinman (1934-1969), en su casa de Topanga Canyon, al norte de Malibú. Hinman había sido amigable con ellos y les había permitido quedarse en varias ocasiones en su casa. Tanto Beausoleil como Brunner habían vivido allí por cortos períodos y según Beausoleil en una entrevista de 1981, Brunner era muy amiga de Hinman. El joven llevaba consigo un cuchillo de caza y un revólver propiedad de otro de los miembros del grupo, Bruce Davis.
El 31 de julio de 1969 el cadáver de Hinman fue hallado en el salón de su casa con un profundo corte a un lado del rostro y dos puñaladas en el corazón. En la pared, con su sangre, habían escrito "Political Piggy" (en español, Cerdito político) y dibujado una pata de pantera (para implicar a los Panteras Negras de quienes Manson temía represalias). La casa había sido saqueada y se habían llevado los dos vehículos de Hinman: una furgoneta Volkswagen y una furgoneta Fiat. El 5 de agosto de 1969, Beausoleil fue encontrado por una patrulla de carreteras cerca de San Luis Obispo, California durmiendo en la parte trasera de la furgoneta Fiat robada. Todavía llevaba el cuchillo en el cinturón. Fue arrestado y acusado del asesinato.
El 8 de agosto de 1969, Brunner y otra de las miembros, Sandra Good, fueron arrestadas en San Fernando, California en una tienda Sears por comprar artículos con una tarjeta de crédito robada. Al ser detenidas fuera de la tienda, la policía halló en su poder numerosas tarjetas de crédito robadas y tarjetas de identificación falsas. Acusadas de robo y uso fraudulento de tarjeta de crédito, ingresaron en el centro de detención esa noche. A la noche siguiente, el 9 de agosto de 1969, los miembros Charles "Tex" Watson, Susan Atkins y Patricia Krenwinkel entraron en el 10050 de Cielo Drive y asesinaron a la actriz embarazada Sharon Tate y a sus amigos Jay Sebring, Wojciech Frykowski y Abigail Folger así como al joven Steven Parent.

## Testigo fiscal
Hay acuerdo en que Manson estuvo detrás del asesinato de Hinman. Brunner estuvo presente en todo momento y fue el testigo clave de la fiscalía. Ella testificó en el juicio contra Beausoleil que él mató al músico porque se había negado a entrar en el grupo pop de Manson.

## Hipótesis
Vincent Bugliosi, que fue el fiscal en el caso Tate-La Bianca, asegura en su libro que Manson les dio instrucciones a Beausoleil, Brunner y Atkins de que fueran a casa de Hinman a obtener dinero, pues había oído rumores de que acababa de recibir una herencia. Esto fue corroborado posteriormente por varios miembros de la Familia. Sin embargo, Beausoleil negó la participación directa de Manson y aseguró que ni Brunner ni Atkins sabían por qué visitaban a Hinman.
Beausoleil afirmó que fue a casa de Hinman a enfrentarle y exigirle 1.000 dólares, asegurando que le había comprado unas tabletas de mescalina que luego revendió a una pandilla de motociclistas llamada Straight Satans, que horas más tarde regresaron enfadados a Spahn Ranch indicando que estaban adulteradas, exigiendo la devolución de su dinero y amenazándole de muerte. Beausoleil sostuvo que Brunner y Atkins le acompañaron simplemente porque Hinman "les gustaba" y querían visitarle. En la entrevista de 1981, afirma que ni él ni ellas recibieron ninguna instrucción de Manson de ir a casa de Hinman y que inicialmente no tenía intención de matarlo. Esto contradice su propio testimonio en su juicio de 1969 cuando, de hecho, afirmó que Manson le había ordenado que matara a Hinman. Bobby Beausoleil entonces afirmó que "Mary Brunner estaba muerta de miedo durante el asesinato", pero Susan Atkins regresó a la casa para colocar una almohada sobre el rostro de Hinman, sosteniendo que también fue ella la que escribió con su sangre "Cerdito político" y dibujó la huella en la pared, siguiendo las órdenes del joven.
En octubre de 1969 la policía allanó la nueva residencia habitual de la Familia, el apartado Baker Ranch cerca del Valle de la Muerte, California deteniendo a la mayoría en una redada contra el robo y tráfico de automóviles. Entre los arrestados estaba Atkins, que confesó a los agentes su implicación en el asesinato de Hinman, explicando que los había enviado Manson para obligarle a que les entregara cierto dinero que había heredado. Atkins contó que el asesino material fue Beausoleil, al apuñalarlo dos veces en el corazón después de tenerle retenido dos días intentando que confesara donde guardaba el dinero. También dijo que él le cortó la cara, no Manson. Aun así, Atkins dio luego varias versiones del crimen, a veces afirmando que fue ella quien apuñaló a Hinman, otras veces que fue Manson y otras Beausoleil.

## Juicio
Brunner, Atkins y Beausoleil fueron juzgados en noviembre de 1969 por el crimen, pero más tarde Brunner recibió inmunidad a cambio de declarar contra Atkins y Beausoleil. El joven alegó que solo Manson asesinó a Hinman. Durante el segundo juicio en marzo de 1970, Brunner repudió su primer testimonio de que fuera Beausoleil el agresor y el joven presentó una declaración jurada firmada por Brunner de que no había apuñalado a Hinman. Brunner insistió en que le había incriminado en un intento de absolver a Manson de culpa. Varios antiguos miembros de la Familia, como Ella Jo Bailey, indicaron que Manson, de hecho, les confesó que había estado presente en la casa de Hinman y había participado en el asesinato. Beausoleil fue condenado a muerte, luego conmutada a cadena perpetua. Atkins se declaró culpable y fue también condenada a cadena perpetua. Bruce Davis fue condenado luego que se supo que Beausoleil había  telefoneado a Davis al Spahn Ranch para que viniera a recoger la furgoneta Volkswagen de Hinman. Paralelo a los juicios por el asesinato de Hinman también se celebraron varios por el asesinato del trabajador del rancho Donald "Shorty" Shea a manos de Davis, Manson y Steve "Clem" Grogan.
Brunner regresó con los demás miembros del grupo y apoyaron a los encarcelados por los crímenes Tate-LaBianca. Su hijo fue entregado a los abuelos maternos en Wisconsin.

## Tiroteo de Hawthorne
El 21 de agosto de 1971, Mary Brunner y varios miembros más de la Familia como Catherine "Gipsy" Share condujeron una furgoneta blanca hasta Hawthorne, California y asaltaron una armería intimidando a empleados y clientes, llevándose 143 rifles. Según uno de los oficiales de policía, llegaron a discutir entre ellos si matar a todos los presentes antes de irse. Uno de los empleados había activado la alarma silenciosa. La policía alegó que su plan consistía en secuestrar un Boeing 747 y amenazar con matar un rehén cada hora hasta que Manson y los demás fueran liberados de prisión. Cuando llegó el primer coche patrulla, Share le disparó rompiendo el parabrisas. Llegaron más vehículos obstruyendo la ruta de la furgoneta y abrieron fuego impidiendo la fuga del grupo, que respondió desatándose un fuerte tiroteo. Cuando finalmente la policía consiguió el control, Brunner, Share y Larry Bailey habían resultado heridos.
Brunner fue condenada de veinte años de prisión a cadena perpetua e internada en la Institución de Mujeres de California donde Leslie Van Houten, Susan Atkins y Patricia Krenwinkel cumplían sus condenas por los crímenes Tate-LaBianca. Tras recibir la libertad condicional en 1977, Mary Brunner regresó a Wisconsin con sus padres e hijo, se desvinculó completamente del grupo y desapareció del ojo público.